# Aleksi Matschawariani
Aleksi Matschawariani (georgisch ალექსი მაჭავარიანი; auch russisch Alexei Matschawariani; * 10. Septemberjul. / 23. September 1913greg. in Gori; † 31. Dezember 1995 in Tiflis) war ein georgischer Komponist.

## Leben
Matschawariani studierte ab 1930 Komposition am Konservatorium Tiflis; seine postgradualen Studien absolvierte er 1939 bei Pjotr Rjasanow. Von 1934 bis 1937 und von 1939 bis 1946 leitete er die Musikabteilung des Komödientheaters in Tiflis. Ab 1940 wirkte er als Lehrer für Musiktheorie am Konservatorium in Tiflis. Von 1956 bis 1958 leitete er außerdem das Staatliche Sinfonieorchester Georgiens.
Das Klavierstück "Chorumi", ein georgischer Kriegstanz, sorgte für Matschawarianis ersten Erfolg als Komponist. Auf Anregung von Ewgeni Mikeladse schrieb er bald darauf seine erste Oper. In den 1940er Jahren machte er durch seine Konzert für Klavier und Violine sowie durch seine erste Sinfonie auch international auf sich aufmerksam. Allerdings wurde er im Rahmen der Formalismus-Kampagne des Zentralkomitees der KPdSU öffentlich kritisiert. Im Jahre 1952 war Matschawariani, der schon in den 1920er und 1930er Jahren öfter arrestiert worden war, sogar zur Deportation vorgesehen, die letztlich jedoch nicht erfolgte.
Gleichzeitig begann seine Aktivität im georgischen Komponistenverband; in den Jahren 1962 bis 1973 war er hier als Sekretär tätig. Besonderen Erfolg bescherten ihm sein Oratorium "Der Tag meiner Heimat" sowie sein Ballett "Othello". Im Jahre 1961 erhielt er (auf Empfehlung Schostakowitschs und Chrennikows) eine Professur für Komposition am Konservatorium in Tiflis, die er bis zum Jahre 1992 innehatte. Von 1962 bis 1970 war Matschawariani Deputierter des Obersten Sowjets. In den 1970er Jahren schrieb er sein Ballett "Der Recke im Tigerfell", das ihn erneut international hervortreten ließ.
Nach Angaben seines Sohnes Wachtang, eines prominenten georgischen Dirigenten, der sich sehr für die Musik seines Vaters einsetzte, hatte Matschawariani bei den sowjetischen Behörden insgesamt eine eher schwache Position. Dennoch erhielt er während seiner Laufbahn immer wieder angesehene Preise, so im Jahre 1951 den Stalinpreis und 1958 die Auszeichnung "Volkskünstler der UdSSR". Im Jahr 1971 erhielt er Schota-Rustaweli-Staatspreis für den vokal-symphonischen Zyklus "Fünf Monologe".

## Stil
Matschawarianis Musik ist zunächst stark von der georgischen Folklore beeinflusst. Prägnante Rhythmik, orientalisierende Melodik und Harmonik bei grundsätzlicher Orientierung an traditionell europäischen Formschemata erinnern an Chatschaturjan. Besonders die dramatisch geschärfte erste Sinfonie lässt zusätzlich auch den Einfluss von Schostakowitsch erkennen, was Matschawarianis Interesse an zeitgenössischer Musik im Rahmen der Sowjetunion manifestiert.
In seinem Ballett "Othello" sind psychologisierenden Tendenzen zu erkennen an sowie eine verstärkte Beschäftigung mit literarischen Sujets. Sein Stil war in dieser Zeit einem erheblichen Wandel ausgesetzt. Sein stärkeres individuelles Profil ist zum ersten Mal in der zweiten Sinfonie klar zu vernehmen. Im Vergleich zu früheren Werken verwendet Matschawariani hier eine erheblich verschärfte Harmonik; die Tonalität wird zwar nicht verworfen, aber oft überschritten und verzerrt.
Einflüsse georgischer Folklore sind weiterhin zu vernehmen, allerdings auf einer eher abstrakten Ebene (etwa durch prägnante Schlagzeugeinwürfe oder den Rückgriff auf ältere, archaisch anmutende Motive). Matschawariani ist auch als Begründer einer georgischen „philosophischen Sinfonik“ bezeichnet worden.
Seine Musik der späteren Jahre zeichnet sich durch ihre Massivität, erzeugt durch teilweise sehr große Besetzungen und eher langsame, breite Tempi, und ihre großzügige Anlage aus – einsätzige, umfangreiche Formen werden bevorzugt. Die Musik konzentriert sich auf eine allmählich erfolgende Entwicklung, die sich in großen Steigerungen entlädt. Kleine Motive werden als Ostinati wiederholt; Kontraste und dunkle Timbres treten stärker hervor.

## Werke
- Orchesterwerke
  - Sinfonie Nr. 1 e-Moll (1947)
  - Sinfonie Nr. 2 (1972)
  - Sinfonie Nr. 3 (1983)
  - Sinfonie Nr. 4 "Jugendsinfonie" (1983)
  - Sinfonie Nr. 5 "Uschba" (1986)
  - Sinfonie Nr. 6 "Amirani" (1987)
  - Sinfonie Nr. 7 "Gelati" für Chor und Orchester nach Worten von David dem Erbauer (1989)
  - Georgische Festouvertüre (1949)
  - Klavierkonzert g-Moll (1944)
  - Violinkonzert d-Moll (1949)
  - Violoncellokonzert (1987)
  - Bühnen- und Filmmusik (u. a. Film "Das Geheimnis zweier Ozeane", 1955)
- Bühnenwerke
  - "Mutter und Sohn", Oper in zwei Akten (1942–44)
  - "Hamlet", Oper in zwei Akten (1960–67)
  - "Medea", Oper in zwei Akten (1991)
  - "Othello", Ballett in vier Akten (1957)
  - "Der Recke im Tigerfell", Ballett in zwei Akten (1973)
  - "Der Widerspenstigen Zähmung", Ballett in zwei Akten (1984)
  - "Pirosmani", Ballett in zwei Akten (1992)
- Andere Vokalwerke
  - "Auf den Tod des Helden" für Chor und Orchester (1948)
  - "Der Tag meiner Heimat", Oratorium (1955)
  - Fünf Monologe nach Wascha-Pschawela für Bariton und Orchester (1964)
  - Chöre
  - Lieder
- Kammer- und Klaviermusik
  - 5 Streichquartette (1978, 1978, 1978, 1982, 1993)
  - Violinsonate (1989)
  - Stücke für Violine und Klavier
  - 2 Klaviersonaten (1985, 1985)
  - "Chorumi" (Georgischer Kriegstanz) für Klavier (1937)
  - "Georgische Fresken" für Klavier (1977)
  - "Kinderalbum", 12 Stücke für Klavier (1962)
  - zahlreiche weitere Klavierstücke